# Шмидт, Франц (палач)
Франц Шмидт (нем. Franz Schmidt; 1555, Хоф — 14 июня 1634, Нюрнберг) — палач в Хофе с 1573 по апрель 1578 года и в Нюрнберге с 1 мая 1578 года до конца 1617 года. Известен также как Мастер Франц (нем. Meister Franz). Оставил дневник, в котором подробно описал более трёхсот казней, совершённых за свою 45-летнюю карьеру.

## Биография
Отец Франца Шмидта, Генрих, вначале был лесорубом в северо-восточном баварском городке Хоф. Однажды, когда печально известный своей жестокостью маркграф Альбрехт II (ок. 1527—1553) хотел повесить трёх человек, он выбрал Генриха из толпы и заставил его выполнить казнь. После этого у него не было иного выбора, кроме как продолжать работу палачом.
Франц Шмидт, вероятно, родился в 1555 году. В 1573 году, в возрасте около 18 лет, он стал палачом под присмотром своего отца в Бамберге. Пять лет спустя, в 1578 году, получил пост палача в Нюрнберге. Женился на дочери главного палача Марии Бек и со временем занял должность своего тестя. Имел семерых детей. Высокая зарплата позволила ему иметь просторную резиденцию в Нюрнберге, а также изучать медицину.
После выхода на пенсию в 1617 году Шмидт начал новую прибыльную карьеру медицинского консультанта. Скончался в 1634 году и был похоронен за государственный счёт на самом престижном кладбище Нюрнберга, всего в нескольких шагах от могил таких знаменитых людей, как Альбрехт Дюрер и Ганс Сакс.
На протяжении своей карьеры палача Франц Шмидт также работал целителем. По собственной оценке Шмидта, к нему обращались за медицинской помощью около 15 000 раз.

## Социальное положение
Социальное положение профессионального палача было неоднозначным. Как объясняет исследователь жизни Шмидта Джоэл Харрингтон: 

Профессиональный палач, облеченный законным правом пытать, калечить и убивать подозреваемых и осужденных, является одной из наиболее запоминающихся и смыслово нагруженных фигур европейской культуры позднего Средневековья. Несмотря на то, что эти «орудия правосудия» были неотъемлемой частью европейского социальной структуры вплоть до Нового времени, общество смотрело на них с подозрительностью и некоторой долей презрения, считая их носителями «недостойных профессий» и обитателями некоего изолированного зверинца, соседствующими с работниками скотобойни и могильщиками. И все же «Мастер Франц», будучи известен в народе, оставался признанным членом местного истеблишмента, уважаемым за благочестие и стойкость.
Оригинальный текст (англ.)Legally empowered to torture, maim, and kill suspected or convicted criminals, the professional executioner is one of the more evocative and charged symbols of pre-modern Europe's otherness. An ubiquitous and integral part of the European social fabric well into the modern era, these human "weapons of justice" were simultaneously viewed with suspicion and disdain by the very communities they served, formally marginalized as members of the "dishonourable trades", a delimited menagerie that included slaughterhouse workers and gravediggers. And yet "Meister Franz", as he was popularly, endearingly known, remained a revered member of the local establishment, widely respected for his piety and steadfastness.
И далее:

Практически со всех точек зрения жизнь Шмидта была успешной, хотя недостойный характер его профессии неизменно препятствовал открытому участию в жизни аристократических и ремесленных кругов, помещая его и семью в своеобразную социальную изоляцию.
Оригинальный текст (англ.)Schmidt's life, in virtually every aspect, had been a great social success, although the dishonourable nature of his profession consistently precluded his open participation in patrician and craftsmen circles alike, placing him and his family in a unique kind of social limbo.

## Значение дневника
Журнал наказаний, исполненных Шмидтом, сохранился и содержит отчёты о 361 казни и 345 незначительных наказаниях, таких как порка и отсекание уха или пальца. Отдельные записи содержат дату, место и способ казни, имя, происхождение и социальное положение осуждённых, а также подробности преступлений, на которых основывался приговор.
Шмидт казнил преступников верёвкой, мечом, колесованием, сожжением и утоплением. Колесование применялось для особо жестоких преступников. Сожжение — за однополый секс и подделку денег, что имело место только дважды за всю его карьеру. Утопление, предусмотренное кодексом Carolina для женщин, совершивших детоубийство, регулярно заменялось в Нюрнберге во времена Шмидта отрубанием головы мечом, особенно после ходатайства самого Шмидта или представителей духовенства.
Журнал Шмидта уникален как источник социальной истории и истории права. Рукопись не сохранилась, но, согласно предисловию к современному изданию, библиотеки в Нюрнберге и Бамберге ещё в 1913 году располагали четырьмя рукописными копиями, сделанными между XVII и началом XIX века. Первое печатное издание вышло в 1801 году.